# Kaliumsilicat
Kaliumsilicat ist eine chemische Verbindung aus der Gruppe der Kaliumverbindungen und Silicate. Es ist in der Regel eine nicht genau stöchiometrische Substanz mit der Formel K2O·n SiO2 (also Kaliumoxid und Siliziumdioxid), wobei n bei Tetrakaliumorthosilicat 0,5 ist und bei kommerziell verfügbaren Produkten das Verhältnis zwischen 1,5 und 5,0 liegt.

## Gewinnung und Darstellung
Man gewinnt Kaliumsilicat durch Zusammenschmelzen von Quarzsand, Kaliumcarbonat und Kohle (alles fein pulverisiert). Das so erhaltene, feste Gemisch aus Kaliumsilicat und Kieselsäure wird häufig für die weitere Verwendung unter Druck mit überhitztem Wasser in eine sirupartige Lösung verwandelt.

## Eigenschaften
Kaliumsilicat ist ein glasartiger Feststoff, welcher in Wasser löslich ist.

## Verwendung
Kaliumsilicat wird als Bindemittel und Klebstoff (für Mineralfarben und -putze, Feuerfestmörtel, Baustoffe) und in sogenannten Pflanzenstärkungsmitteln verwendet.